# Lucian Romașcanu
Lucian Romașcanu (ur. 19 maja 1967 w Buzău) – rumuński polityk i menedżer, senator, w latach 2017–2018 i 2021–2023 minister kultury.

## Życiorys
W 1991 ukończył studia z zakresu handlu na Akademii Studiów Ekonomicznych w Bukareszcie, w 2002 został absolwentem studiów typu MBA. Pracował m.in. jako dyrektor sprzedaży, wykonawczy i zarządzający w prywatnych przedsiębiorstwach, działających w branży medialnej. Kierował gazetami „CanCan” i „Libertatea” oraz był doradcą prezesa Televiziunea Română.
Zaangażował się w działalność polityczną w ramach Partii Socjaldemokratycznej. Zajmował stanowisko rzecznika partii (zawieszono go w pełnieniu tej funkcji w sierpniu 2020 po ujawnieniu nagrań, na których obrażał dziennikarzy). W 2016 i 2020 uzyskiwał mandat senatora. W czerwcu 2017 objął urząd ministra kultury w rządzie Mihaia Tudosego. Zakończył pełnienie tej funkcji wraz z całym gabinetem w styczniu 2018. Powrócił na stanowisko ministra kultury w listopadzie 2021, dołączając do gabinetu Nicolae Ciuki. Urząd ten sprawował do czerwca 2023.
W 2024 wybrany na urząd przewodniczącego rady okręgu Buzău. W tym samym roku kandydował ponownie do Senatu, jednak zrezygnował z objęcia mandatu (pozostając na funkcji w samorządzie).

## Życie prywatne
Żonaty, ma jedno dziecko.